# Corbett and Courtney Before the Kinetograph
Corbett and Courtney Before the Kinetograph (ook bekend als Edison Kinetoscopic Record of Boxers en The Corbett-Courtney Fight) is een Amerikaanse stomme film uit 1894. De film werd gemaakt door de Edison Manufacturing Company en geregisseerd door William K.L. Dickson.
De boksers James J. Corbett en Peter Courtney namen deel aan een bokswedstrijd special gearrangeerd voor opname voor de kinetoscoop. De wedstrijd bestond uit zes ronden van 1 minuut en ging door in de filmstudio Black Maria op 7 september 1894. Corbett was de regerende wereldkampioen en Courtney was de underdog.
De film bestaat eigenlijk uit zes aparte films van telkens een minuut, logisch getiteld "1st Round," "2nd Round," "3rd Round," "4th Round," "5th Round," en "6th Round". Slechts een van de zes films is bewaard gebleven.

## Rolverdeling
| Acteur           | Personage | Rolbeschrijving      |
| ---------------- | --------- | -------------------- |
| James J. Corbett | Bokser    | huidige bokskampioen |
| Peter Courtney   | Bokser    | underdog             |